# Підзаймище
Підза́ймище (рос. Подзаймище) — селище у складі Кур'їнського району Алтайського краю, Росія. Входить до складу Трусовської сільської ради.

## Населення
Населення — 43 особи (2010; 69 у 2002).
Національний склад (станом на 2002 рік):
- росіяни — 100 %